# One Way Street
One Way Street (br Nem o Céu Perdoa) é um filme noir de 1950 dirigido por Hugo Fregonese, com James Mason, Märta Torén e Dan Duryea. O filme se passa principalmente no México.

## Sinopse
Dr. Frank Matson, um médico, rouba US$200.000 do chefe dos capangas John Wheeler após um assalto que Wheeler e o capanga Ollie praticaram. Forçado a sair em fuga, Matson também leva a namorada de Wheeler Laura Thorsen com ele.
Depois de se esconder no México, chega aos ouvidos de Matson a notícia de que Wheeler sabe onde ele está. Ele e Laura voltam para Los Angeles planejando devolver o dinheiro, apenas para descobrir que Wheeler fora morto a tiros por Ollie. Prestes a ter o mesmo destino, Matson produz uma arma e mata Ollie.
Laura está esperando por ele em um café. Quando eles saem, Matson se vira para voltar para comprar um maço de cigarros, mas é atingido por um carro descendo a rua de mão única.

## Elenco
- James Mason como Dr. Frank Matson
- Märta Torén como Laura Thorsen
- Dan Duryea  como John Wheeler
- Basil Ruysdael como Father Moreno
- William Conrad como Ollie
- Rodolfo Acosta como Francisco Morales
- King Donovan como Grieder

## Lançamento

### Crítica
O crítico de cinema Bosley Crowther avaliou o filme como "desinteressante"